# Jan Otakar Jech
Jan Otakar Jech (též zkráceně J. O. Jech, 9. března 1858 Praha-Staré Město – 16. srpna 1906 Praha-Nové Město) byl český podnikatel, výrobce kočárů a karosář, majitel výrobního závodu na kočáry a povozy J. O. Jech v Poštovské ulici na Starém Městě pražském. Jeho firma patřila jedněm z největších výrobců kočárů v Praze a byla rovněž jednou z prvních, která po roce 1900 začala vyrábět automobilové karoserie.

## Život

### Mládí
Narodil se v Praze do evangelické rodiny kováře (a zřejmě i výrobce kočárů) Josefa Jecha. Vyučil se v otcově podniku, po jeho smrti jej převzal a zaměřil jej na výrobu kočárů. Dílna sídlila v Poštovské ulici (pozdější ulici Karoliny Světlé) na Starém Městě. Jech se 27. května 1883 se v Praze oženil s Amálií Cinkeovou z Dřínova, manželství bylo bezdětné.

### Podnikání

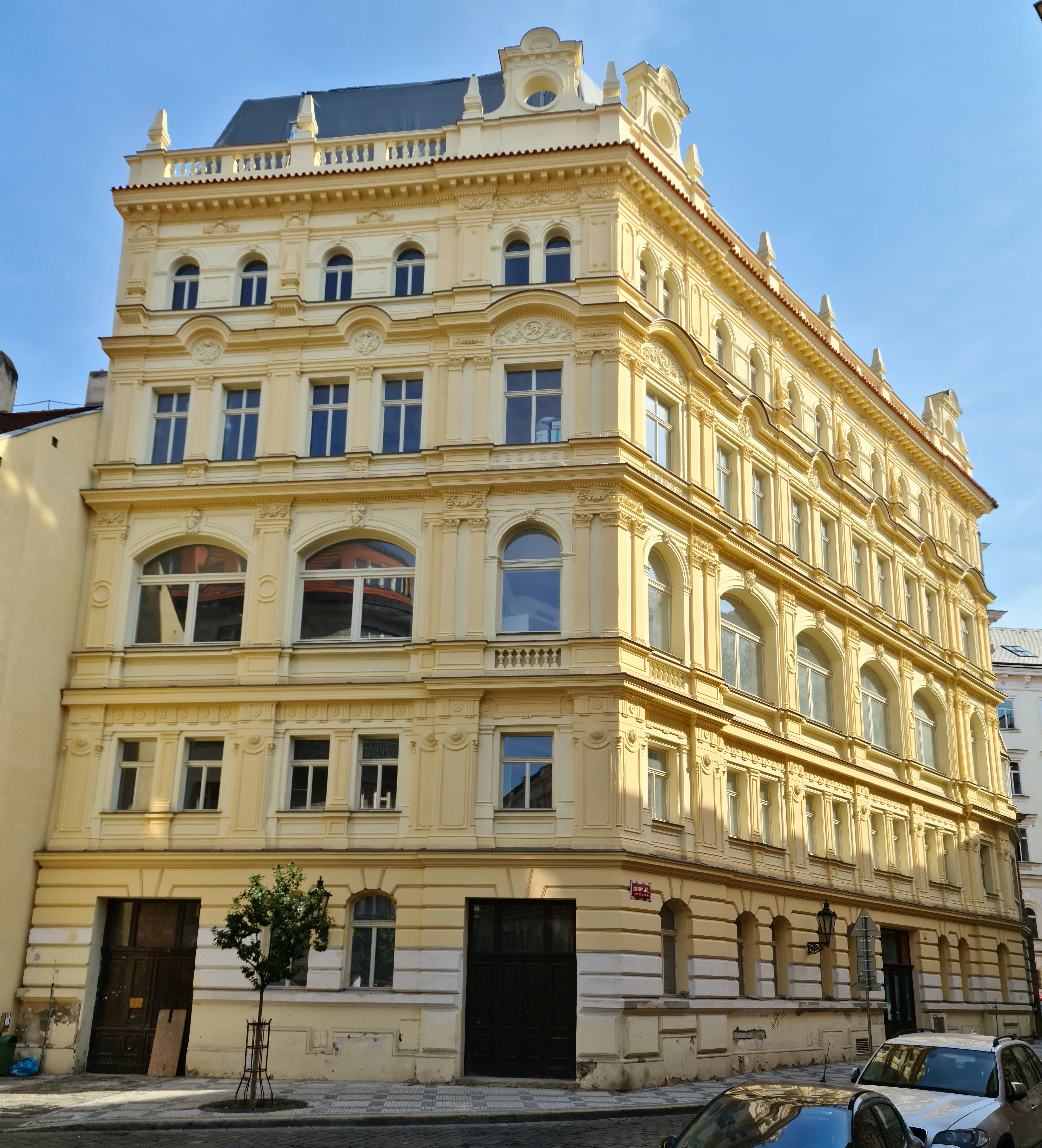
Neorenesanční dům s továrnou na kočáry a karoserie J. O. Jech v Poštovské ulici podle návrhu Antonína Turka dokončený roku 1899

Firma vyráběla celou řadu užitkových i luxusních kočárů, zúčastnila se též Zemské jubilejní výstavy na pražském Výstavišti roku 1891, kde Jech předal album kočárů císaři Františku Josefu I.. Působil také jako člen rady Královského hlavního města Prahy.
Provoz a výroba firmy se neustále zvyšovala, od 90. let 19. století se navíc i v Praze začal pozvolna rozvíjet automobilismus. Jech tedy pro svou firmu nechal v letech 1897 až 1899 vystavět na pozemku starého domu s dílnou rozsáhlý dům s výrobní dílnou, opravnami, předváděcími místnostmi a kancelářemi v Poštovské ulici podle návrhu architekta Antonína Turka. Stavba byla velmi moderně a velkoryse pojata, byla vybavena také osobním výtahem, výtahem pro kočáry a vozy na dvoře budovy noclehárnou pro řidiče a vosky, tankovací stanicí či myčkou vozů, disponovala rovněž rovnou, pochozí a zatravněnou střechou.
Rovněž se záhy firma J. O. Jech zaměřila na výrobu automobilových karoserií. Po roce 1900 byl provoz závodu zařízen také na prodej, opravu a údržbu automobilů, v pozdějších letech zde byly vyráběny rovněž zakázkové automobilové karoserie. K prodeji zde byly i automobily značek zejména německé či francouzské výroby, výhradní zastoupení na vozy a pneumatiky zde měla belgická automobilka Minerva, k dostání zde byly také autodíly nebo pohonné hmoty.

### Úmrtí
Jan Otakar Jech zemřel 16. srpna 1906 ve svém domě v Praze ve věku 48 let. Pohřben byl v rodinné hrobce na Olšanských hřbitovech.

### Po smrti

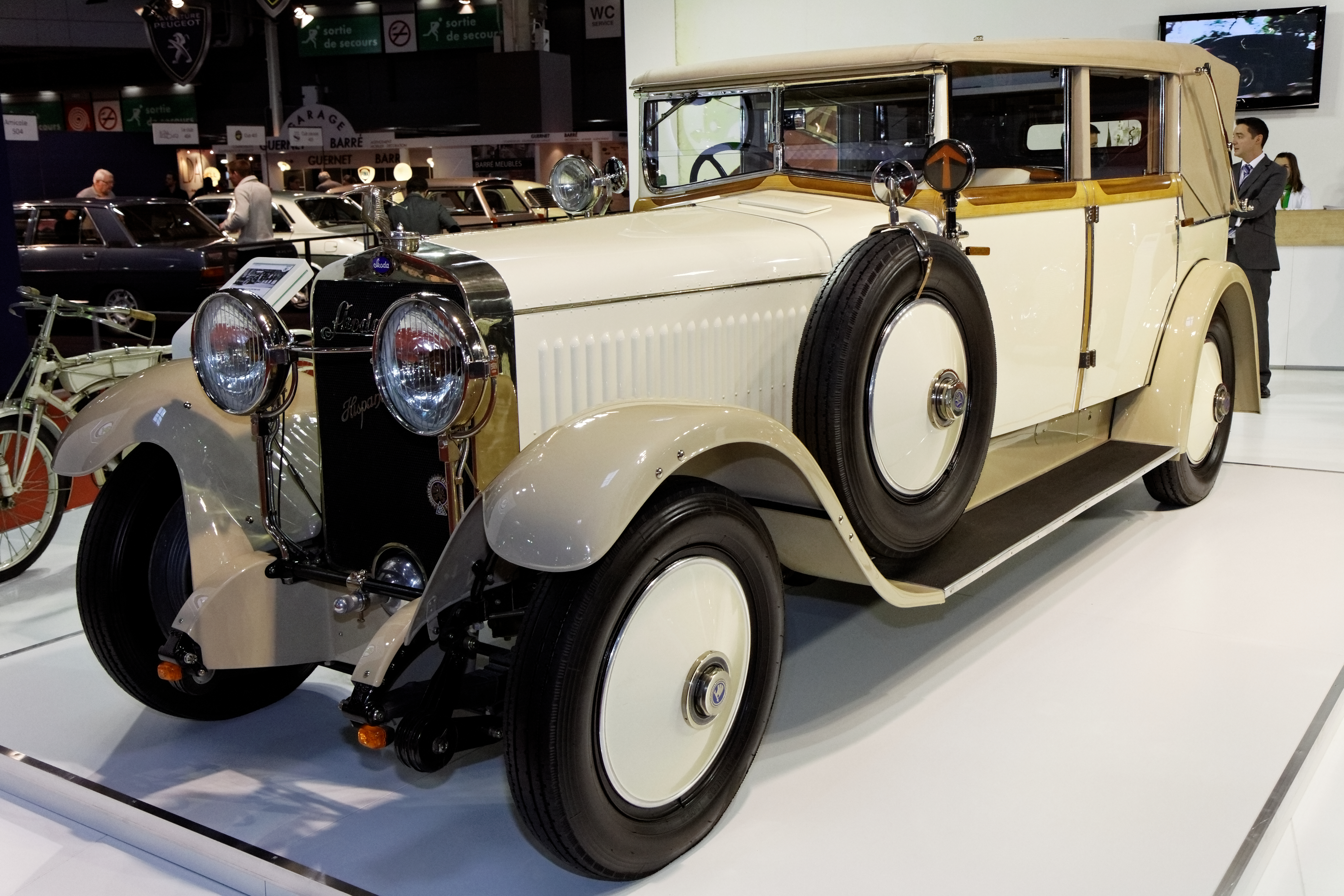
Škoda Hispano-Suiza z roku 1928, karosovaná firmou J. O. Jech

Firma ve své činnosti pokračovala nadále pod značkou J. O. Jech a vyráběla karoserie i během první republiky.